# Mental ray
mental rayとは、NVIDIAが提供していたレイトレーシングベースの3次元コンピュータグラフィックスレンダリングエンジンである。
元々は独mental images GmbH (後のNVIDIA ARC GmbH) によって開発されていたが、2007年にGPUメーカーのNVIDIAがそれを買収し子会社化した。2017年、開発終了したが、PTC Creo Parametricには未だ搭載されている。

## 歴史
1989年から2017年に至るまで継続して開発・更新が続いていた。最初、1993年にSOFTIMAGE Creative Environment (後のSoftimage 3D) が mental ray を内部レンダラーとして統合し、その後、その後継のSoftimage | XSI、Discreet Logic社の3ds Max、Alias SystemsのMayaが続いて内部レンダラーとして採用した。また、Autodesk社のCADであるAutoCADやRevitにも搭載された。
2008年、GPU対応REYESスキャンラインレンダラーのGelato (旧Entropy←BMRT、Exlunaより買収)が開発終了となり、その開発チームがmental rayの開発に加わった。
しかし、その後、Softimage社とAlias Systemsの買収を行ったAutodeskは、自社レンダラー「Autodesk Raytracer」 (別名Rapid RT)の開発を進め、また、2016年にArnoldの開発元であるSolid Angle社の買収を行って、同社の製品にそれらを付属することでmental rayを排除した。そのため、2017年にmental rayは開発終了となった。

## 特徴
フォトンマッピング技術により、物理的に正確なグローバルイルミネーションのシミュレーションを行なうことで、コースティクスのような光学現象を再現することが可能。スペクトルレンダリングにも対応していた。
非写実レンダリング (NPR) 向けとしては、Softimageに付属するToonシェーダに定評があり、これを3ds MaxやMayaから使う方法も存在した。
また、mental rayにはirayエンジンも統合されており (Iray mode)、3ds Maxからはmental rayを通してirayを使うことが可能であった。

## NVIDIA Iray
NVIDIA Irayは、NVIDIAが開発するGPU対応レンダラーであり、そのレンダリングエンジンはMental Rayにも搭載されている。
IrayはAutodesk 3ds Max 2011〜2017、DAZ Studio 4.8以降、CATIA V6R2011x以降、SOLIDWORKS Visualize (旧Bunkspeed)、Siemens NX 11以降、Substance Designer 5.3以降、Substance Painter 2以降などに標準で搭載されている。分散レンダリング用としてNVIDIA Iray Serverが存在する。また、3DCG/3DCADソフトウェア用のプラグインとして以下が存在する：
現行
- Iray for 3ds Max (旧Iray+ for 3ds Max[13]) - Autodesk 3ds Max用。Lightwork Design開発[14] (後にシーメンスが買収[15])。
- Iray for Autodesk Maya (旧IrayForMaya) - Autodesk Maya用。[0x1] Software und Consulting開発[16]。2022年4月現在Maya 2020まで対応。

過去
- BIM IQ Render - Autodesk Revit用。Oldcastle BuildingEnvelope開発[17]。
- Allura Renderer - SketchUp用。Render Plus開発。
- Iray for Cinema 4D (旧m4d) - Cinema 4D用。at²  Softwareが開発していた[18]。開発終了[19]。
- Iray for Rhino - Rhinoceros 3D用。migenius開発。2022年4月現在Rhinoderos 3D 6まで対応。2023年廃止[20]。
- ProWalker GPU - Cadalog開発。SketchUp用でIrayベースとなっていた[21]が廃止され、ProWalker CPUの後継のPodiumxRT[22]はIntel OSPrayベースとなっている[23]。

またクラウドレンダリング向けの migenius RealityServer も存在する (migenius は2021年にPTCに買収された)。

### Iray+
Iray+ (旧Lightworks Iray+) は元々 Lightwork Design Ltd. が開発していた NVIDIA Irayベースのソフトウェア開発キット (SDK) であり、同社の「Iray for 3ds Max」を始め、様々なNVIDIA Irayベースのプラグインなどに使われている。
Lightworks Designは最初、独自のレンダリングソルーションのLightworks Authorを他社に提供していたものの、2013年よりNVIDIA Irayの総代理店となってそのサポートを提供するようになり、Lightworks Iray+はその利用を容易にするものとして開発されていた。Lightworks Designは2019年にシーメンスに買収され、その後、Iray+はシーメンスより提供されるようになった。